# TGV POS

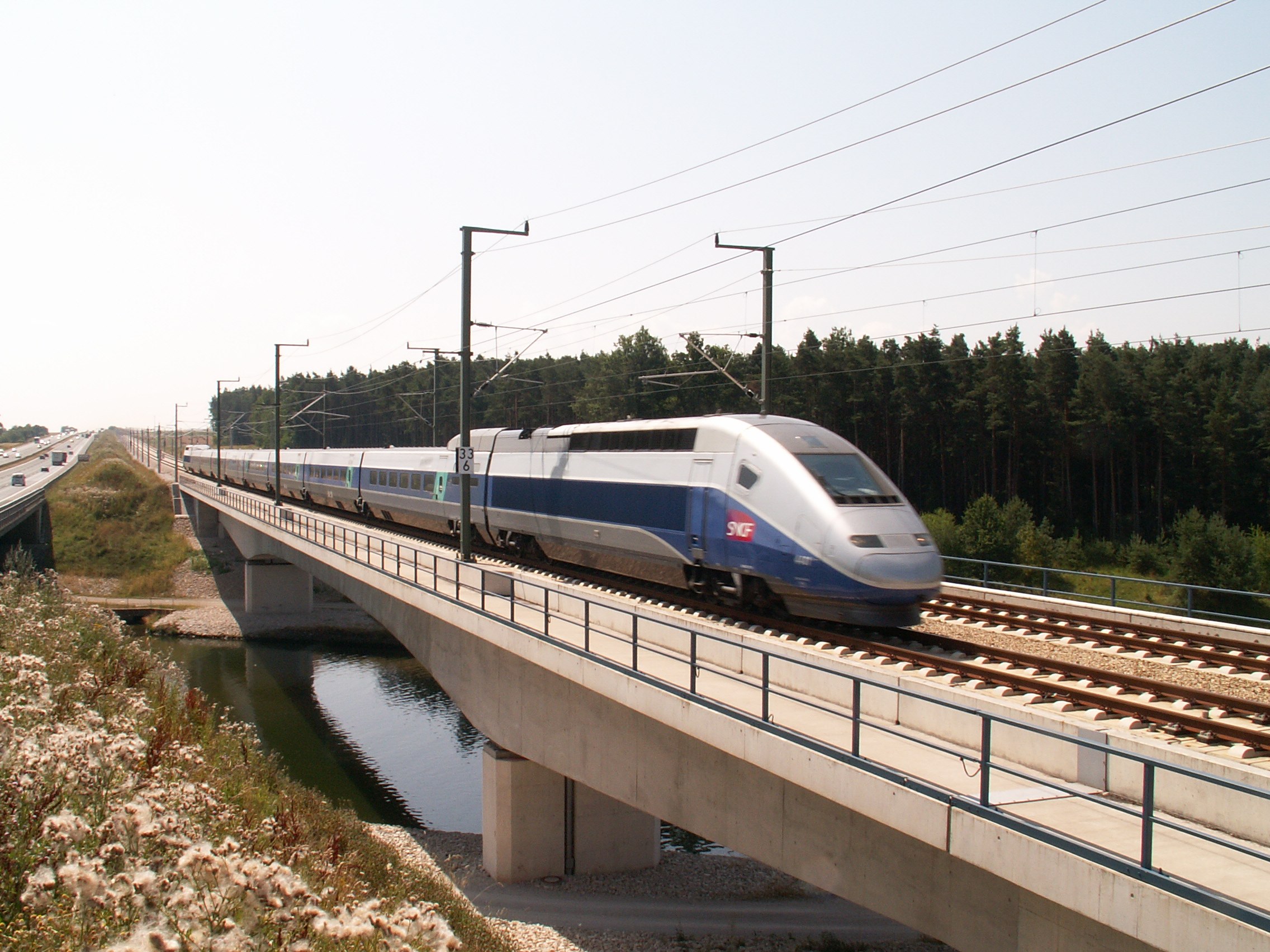
TGV POS mezi Ingolstadtem a Norimberkem

TGV POS jsou soupravy, vyrobené firmou ALSTOM a provozované francouzskou národní společností SNCF. Byly objednány pro zajištění dopravy na vysokorychlostní trati LGV Est, uvedené do provozu v roce 2007. Zkratka POS znamená Paris-Ostfrankreich-Süddeutschland (Paříž - východní Francie - jižní Německo).
Každá souprava se skládá z osmi původních vložených vozů (ze souprav TGV Réseau) a nových hnacích vozidel o výkonu 9,6 MW a maximální rychlostí 320 km/h. Soupravy jsou určeny pro napájecí soustavu 25 kV, 50 Hz. Tímto řešením uvolněná původní hnací vozidla TGV Réseau byla zkombinována s vloženými vozy TGV Duplex a vznikly tak hybridní soupravy TGV Duplex - TGV Réseau, provozované na trati LGV Sud-Est.
Stejně jako TGV Eurostar, někdy označované jako TMST (TransManche Super Train), mají soupravy TGV POS asynchronní motory, které je možné v případě závady odpojit. Díky použití prvků IGBT jsou soupravy schopné podat 75% výkonu při napájení 15 kV / 16 2/3 Hz na německé napájecí síti (zde jsou provozovány na stejných rychlostech jako vlaky IC).
Každá souprava váží 383 tun. Jsou označeny jako série 4400. Barevné provedení mají stejné jako původní TGV-Réseau (stříbrná / modrá). Prototyp č. 4401 měl podobné zbarvení jako mají jednotky TGV Duplex, ale v březnu 2007 byly modré plochy překryty stříbrnou barvou a tak má jednotka stejný vzhled jako ostatní.
Souprava č. 4402 překonala dne 3. dubna 2007 stávající rychlostní rekord, držený do té doby jednotkou TGV Atlantique, dosažením rychlosti 574,8 km/h.